# Sinh tử
Sinh tử (tên cũ: Cơn mưa đầu mùa) là một bộ phim truyền hình được thực hiện bởi Trung tâm Phim truyền hình Việt Nam, Đài Truyền hình Việt Nam phối hợp với Viện Kiểm sát Nhân dân tối cao do Nguyễn Khải Hưng và Nguyễn Mai Hiền làm đạo diễn. Phim được chuyển thể từ tiểu thuyết cùng tên của nhà văn Phạm Ngọc Tiến. Phim phát sóng vào lúc 21h00 từ thứ 2 đến thứ 6 hàng tuần bắt đầu từ ngày 4 tháng 11 năm 2019 và kết thúc vào ngày 9 tháng 3 năm 2020 trên kênh VTV1.

## Nội dung
Sinh tử khắc họa cuộc chiến chống tham nhũng của Bí thư Tỉnh ủy Văn Thành Nhân (Trọng Trinh) cùng những người cộng sự của ông, trong đó nổi bật lên vai trò của Viện Kiểm sát Nhân dân tỉnh. Thông qua đó, nêu lên khát khao làm trong sạch bộ máy địa phương, tính thượng tôn pháp luật và sự ấm áp của tình người.

## Diễn viên

### Diễn viên chính
- Hoàng Dũng trong vai Chủ tịch UBND tỉnh Việt Thanh Trần Nghĩa[6] (có ý kiến cho rằng lấy nguyên mẫu từ Nguyên Bí thư Tỉnh ủy Quảng Nam Lê Phước Thanh)
- Trọng Trinh trong vai Bí thư Tỉnh ủy Việt Thanh Văn Thành Nhân[6] (có ý kiến cho rằng lấy nguyên mẫu từ Tổng Bí thư Nguyễn Phú Trọng)
- Thúy Hà trong vai Phó Bí thư Thường trực Tỉnh ủy Việt Thanh Hoàng Thị Bích Hiền[7]
- Việt Anh trong vai Mai Hồng Vũ, Chủ tịch Tập đoàn Mai Hồng Vũ[8] (có ý kiến cho rằng lấy nguyên mẫu từ Vũ "nhôm")
- Mạnh Trường trong vai Kiểm sát viên Bùi Tiến Huy, Trưởng phòng 3, Viện Kiểm sát Nhân dân tỉnh Việt Thanh[9]
- Chí Nhân trong vai Giám đốc Sở Kế hoạch Đầu tư Trần Thanh Bạt, con trai Chủ tịch Trần Nghĩa[10] (có ý kiến cho rằng lấy nguyên mẫu từ Giám đốc Sở Kế hoạch và Đầu tư Quảng Nam Lê Phước Hoài Bão)
- Doãn Quốc Đam trong vai Thượng tá Đào Duy Thông, Phó Giám đốc Công an tỉnh Việt Thanh, Thủ trưởng Cơ quan CSĐT Công an tỉnh Việt Thanh[11]
- Thanh Hương trong vai Phóng viên Hoàng Ngân, phóng viên Báo Việt Thanh[12]
- Phan Thắng trong vai Trung tá Lê Anh Thái, Trưởng phòng PC03, Công an tỉnh Việt Thanh
- Bá Anh trong vai Phạm Văn Khôi, Phó Viện trưởng Viện Kiểm sát Nhân dân tỉnh Việt Thanh
- Trọng Hùng trong vai Lê Hoàng (Hoàng "mỏ"), Giám đốc mỏ đá Thanh Lâm
- Vĩnh Xương trong vai Lê Ngọc Khải, doanh nhân, đối tác làm ăn của Mai Hồng Vũ
- Quỳnh Nga trong vai Phan Thị Quỳnh Trinh, chủ quán Quỳnh[13]

### Diễn viên phụ
- Bình Xuyên trong vai Lê Văn Bá, Trưởng ban Nội chính Tỉnh ủy Việt Thanh
- Dương Đức Quang trong vai Nguyễn Văn, Viện trưởng Viện Kiểm sát Nhân dân tỉnh Việt Thanh
- Đỗ Kỷ trong vai Tổng biên tập Vũ Ngọc Phạm, Tổng biên tập Báo Việt Thanh
- Văn Hát trong vai Đại tá Phạm Văn Viết, Giám đốc Công an tỉnh Việt Thanh
- Danh Thái trong vai Lê Văn Tỵ, Phó Giám đốc mỏ đá Thanh Lâm
- Duy Hưng trong vai Đại uý Nguyễn Đức Cường
- Huyền Sâm trong vai Kiểm sát viên Đinh Thị Thu Hằng
- Việt Thắng trong vai Đỗ Ngọc Hải, Chủ nhiệm Ủy ban Kiểm tra Tỉnh ủy Việt Thanh
- Đặng Tất Bình trong vai Nguyên Bí thư Tỉnh ủy Việt Thanh Trương Dĩ
- Đình Chiến trong vai Bùi Chí Thành, Chủ tịch UBND huyện Thanh Giang
- Ngọc Trung trong vai Chu Văn Khiêm, Chánh Văn phòng UBND tỉnh Việt Thanh
- Minh Tiệp trong vai Lê Vịnh, Giám đốc Ngân hàng Bắc Dĩnh
- Phú Kiên trong vai Nguyễn Mạnh Cường, Giám đốc Sở Tài chính
- Tuấn Cường trong vai Đỗ Quang Minh, Giám đốc Sở Xây dựng
- Tạ Minh Thảo trong vai Trịnh Huy Thiệp, Giám đốc Sở Tài nguyên và Môi trường tỉnh Việt Thanh
- Thanh Tùng trong vai Vũ Văn Chỉnh, Giám đốc Sở Kế hoạch Đầu tư tỉnh Việt Thanh
- Đỗ Thanh Tùng trong vai  Nguyễn Văn Toàn, Phó Giám đốc Sở, sau này là Quyền Giám đốc Sở Kế hoạch Đầu tư tỉnh Việt Thanh
- NSND Trần Nhượng trong vai Yên, Phó Trưởng ban Nội chính Trung ương

Cùng một số diễn viên khác...

## Sản xuất
Sinh tử do Nguyễn Khải Hưng chịu trách nhiệm đạo diễn từ 40 tập đầu tiên, còn 40 tập cuối do Nguyễn Mai Hiền chịu trách nhiệm đạo diễn. Kịch bản phim được chắp bút bởi Phạm Ngọc Tiến, dựa theo tiểu thuyết cùng tên của ông, với tổng số tập là 80. Đây là bộ phim đầu tiên có sự phối hợp của Viện Kiểm sát Nhân dân tối cao. Theo chia sẻ của biên kịch Phạm Ngọc Tiến, kịch bản của phim được "ấp ủ" suốt 10 năm. Cá nhân ông suốt 8 năm không viết một kịch bản phim nào. Cho đến năm 2018 mới trở lại viết kịch bản cho "Sinh tử". Sau khi hoàn thành 34 tập phim, ông tiếp tục chỉnh sửa, xây dựng thêm tuyến nhân vật là các cán bộ Viện Kiểm sát.  Trước đó, kịch bản cũ chỉ có tuyến nhân vật lãnh đạo tỉnh và doanh nhân.
| “                          | 34 tập là 320.000 chữ, 1.200 trang được tôi viết trong 3 tháng. Cùng với các cộng sự của mình là đạo diễn - NSND Khải Hưng, đạo diễn - NSƯT Mai Hiền, NSƯT Đỗ Thanh Hải và các cán bộ ở Viện Kiểm sát, tôi tự hào về 'đứa con tinh thần' lần này, hy vọng sẽ có một "Sinh tử" nghiêng về phần sinh nhiều hơn phần tử. | ” |
| — Biên kịch Phạm Ngọc Tiến | |   |

 Nói thêm về quá trình khó khăn về việc viết kịch bản phim, ông cho rằng: 
| “                          | Ngày xưa làm biên tập tôi cũng cắt của nhiều người. Người ta hay viện ra để đổ tại cho "vùng cấm", không viết được là do anh không có tài chứ chả ai cấm anh viết gì. Còn nếu muốn in, anh tự biết phải cắt gọt lại. Mục đích ban đầu của anh là để bài được in, phim được sản xuất, thế thì anh phải tự biên tập tròn vo rồi còn gì? Nhưng vẫn phải ngang ngạnh, làm là phải đấu tranh. | ” |
| — Biên kịch Phạm Ngọc Tiến | |   |

Trọng Trinh phải mất tới 72 lần quay để hoàn thành một cuộc hội thoại trong một phân cảnh của phim. Hoàng Dũng và Trọng Trinh cho biết có những đoạn thoại với nhau quay 30-35 đúp và đề nghị cho qua nhưng Nguyễn Khải Hưng không đồng ý. Thúy Hà cho biết, cô và Trọng Trinh phải học thoại từ 9 giờ tối đến 1 giờ sáng.

## Đón nhận
Trong những tập đầu tiên, phim được nhiều khán giả đón nhận tích cực. Trên fanpage của phim, khán giả phản hồi tích cực, các trích đoạn phim đạt khoảng từ 3 đến 8 triệu lượt xem.  Tuy nhiên, phim cũng bị khán giả nhặt nhiều "sạn". Nhiều khán giả bày tỏ thời lượng tập phim quá ngắn, không đủ giải quyết các nút thắt, khiến mạch phim rời rạc. NSND Nguyễn Khải Hưng đồng ý với nhận xét này bởi mọi xung đột lớn, nhỏ không thể giải quyết trong một tập. Cái kết của bộ phim được cho là "quá nhanh chóng" và "tẻ nhạt".
Vào ngày 25 tháng 3 năm 2020, sau khi bộ phim kết thúc, Viên trưởng Viện Kiểm sát Nhân dân tối cao Lê Minh Trí đã ký quyết định tặng Bằng khen cho 31 cá nhân là các đạo diễn, biên kịch, nhà sản xuất, nghệ sĩ, diễn viên thuộc đoàn làm phim. Ngày 25 tháng 3 năm 2021, bộ phim được nhắc đến trong báo cáo của Viện trưởng Viện Kiểm sát Nhân dân tối cao trong kỳ họp thứ 11, Quốc hội khóa XIV.

## Giải thưởng
| Năm  | Giải thưởng                                | Hạng mục                     | (Người) đề cử | Kết quả   | Tham khảo     |
| ---- | ------------------------------------------ | ---------------------------- | ------------- | --------- | ------------- |
| 2020 | Ấn tượng VTV                               | Phim truyền hình ấn tượng    | —             | Đề cử     | [ 25 ]        |
| 2020 | Ấn tượng VTV                               | Nam diễn viên ấn tượng       | Mạnh Trường   | Đề cử     | [ 25 ]        |
| 2020 | Ấn tượng VTV                               | Nam diễn viên ấn tượng       | Việt Anh      | Đề cử     | [ 25 ]        |
| 2020 | Liên hoan Truyền hình Toàn quốc lần thứ 40 | Nam diễn viên chính xuất sắc | Việt Anh      | Đoạt giải | [ 26 ] [ 27 ] |
| 2020 | Liên hoan Truyền hình Toàn quốc lần thứ 40 | Phim truyền hình             | —             | Giải Vàng | [ 26 ] [ 27 ] |